# Михайлусов Ростислав Миколайович
Ростислав Миколайович Михайлусов (нар. 9 березня 1974, Харків) — український науковець, хірург-клініцист, доктор медичних наук (2018), професор (2019), лауреат Державної премії України в галузі науки і техніки, за роботу «Новітні технології діагностики і лікування бойової вогнепальної травми та її наслідків» (2019), професор кафедри хірургії Харківського національного медичного університету.

## Біографія
Член редакційних колегій журналів «Медицина невідкладних станів», «Фотобіологія та Фотомедицина».
Автор 223 наукових праць, з них: 5 монографій, 48 патентів України. Автор та співавтор 14 галузевих нововведень МОЗ України.
Науковий співробітник міждисциплінарної науково-практичної групи по розробці нових хірургічних магнітних інструментів для діагностики та видалення сторонніх тіл вогнепального походження.
За допомогою комплектів хірургічного магнітного інструментарію розробленого, виготовленого та практично апробованого цією науково-практичною групою, військовими та цивільними лікарями виконано більш ніж декілька тисяч хірургічних операцій з видаленням сторонніх тіл вогнепального походження  (різноманітних боєприпасів, та їх осколків) з шкіри та м'яких тканин, внутрішніх паренхіматозних та порожнинних органів, кінцівок, суглобів, різноманітних структур хребта, головного мозку, очей, нирок, легень та серця.

## Основні напрями наукової діяльності
- Відновлення та регенерація ушкоджень шкіри та м'яких тканин, застосування клітинних технологій та факторів росту для відновлення та регенерації шкіри та м'яких тканин.
- Дослідження in vitro та in vivo механізмів репарації та регенерації шкіри та м'яких тканин, експериментальне біологічне та небіологічне моделювання хімічних, термічних, механічних, бактеріологічних ушкоджень шкіри та м'яких тканин.
- Діагностика та лікування гострих бактеріальних інфекцій шкіри та шкірних покривів. Антибіотикорезистентність мікроорганізмів та шляхи її подолання.
- Розробка та застосування лазерних технологій для стимуляції регенерації тканин (високо- та низькоенергетичні лазери, лазерна термотерапія, фотодинамічна терапія).
- Неінвазивна об'єктивізація контролю ранового процесу, флуоресцентна діагностика, ультразвукова діагностика, обробка медичних зображень.

## Основні наукові праці
- Лікування поранених з бойовим ураженням живота (на основі досвіду АТО/ООС). К. В. Гуменюк, І. П. Хоменко, І. А. Лурін, В. І. Цимбалюк, В. В. Негодуйко, Р. М. Михайлусов. 2022. — 194 с.
- Моделювання вогнепальних поранень. І. А. Лурін, І. П. Хоменко, В. В. Негодуйко, Р. М. Михайлусов, К. В. Гуменюк. Харків 2022. — 322 с.
- Атлас бойової хірургічної травми (досвід АТО/ООС). І. А. Лурін, І. П. Хоменко, В. В. Негодуйко, Р. М. Михайлусов, К. В. Гуменюк. Харків, 2021. — 385 с.
- Вогнепальні поранення м'яких тканин (досвід АТО/ООС): колективна монографія / В. І. Цимбалюк, І. П. Хоменко І. А., Лурін О. Ю. Усенко, М. О. Клименко, Т. П. Якимова, Р. М. Михайлусов, В. В. Негодуйко, К. В. Гуменюк, С. В. Тертишний, К. С. Слесаренко. НАМН України. — Харків: Колегіум, 2020. — 399 с.
- Патоморфоз вогнепальних поранень м'яких тканин: колективна монографія / В. І. Цимбалюк, В. В. Бойко, П. Н. Замятін І. А., Лурін Р. Н. Михайлусов, В. П. Невзоров, В. В., Негодуйко., І. П. Хоменко, Є. В. Цема, О. Ю. Усенко. Т. П. Якимова. НАМН України. — Харків: Колегіум, 2018. — 175 с.